# Cendre
Cendre é uma comuna francesa na região administrativa de Auvérnia-Ródano-Alpes, no departamento Puy-de-Dôme. Estende-se por uma área de 4,22 km². Em 2010 a comuna tinha 5 548 habitantes (densidade: 1 314,7 hab./km²).188 hab/km².